# Condado de Warren (Pensilvânia)
O Condado de Warren é um dos 67 condados do Estado americano da Pensilvânia. A sede do condado é Warren, e sua maior cidade é Warren. O condado possui uma área de 2 325 km²(dos quais 37 km² estão cobertos por água), uma população de 43 863 habitantes, e uma densidade populacional de 19 hab/km² (segundo o censo nacional de 2000). O condado foi fundado em 1819.